# Итоговый турнир WTA 2004
Итоговый чемпионат тура Женской теннисной ассоциации 2004 (англ. Sony Ericsson Championships 2004) — турнир сильнейших теннисисток, завершающий сезон WTA. В 2004 году прошло 34-е по счёту соревнование для одиночных игроков и 29-е для парных в американском городе Лос-Анджелес.
Свой титул защищали:
- одиночки —  Ким Клейстерс (в 2004 не квалифицировалась на турнир)
- пары —  Вирхиния Руано Паскуаль /  Паула Суарес

## Соревнования

### Одиночные соревнования
Мария Шарапова обыграла  Серену Уильямс со счётом 4-6, 6-2, 6-4

### Парные соревнования
Надежда Петрова /  Меган Шонесси обыграли  Кару Блэк /  Ренне Стаббс со счётом 7-5, 6-2